# 塞尔莱诺鲁瓦
塞尔莱诺鲁瓦（法語：Cerre-lès-Noroy，法語發音：[sɛʁ lɛ nɔʁwa]，意为“诺鲁瓦附近的塞尔”）是法国上索恩省的一个市镇，属于沃苏勒区。

## 地理
塞尔莱诺鲁瓦（47°36'3"N, 6°18'58"E）面积9.96 平方千米，位于法国勃艮第-弗朗什-孔泰大區上索恩省，该省份为法国东部内陆省份，北起顺时针与孚日省、贝尔福地区省、杜省、汝拉省、科多尔省和上马恩省接壤。
与塞尔莱诺鲁瓦接壤的市镇（或旧市镇、城区）包括：诺鲁瓦堡、瓦勒鲁瓦勒布瓦、欧特雷莱塞尔、博雷。

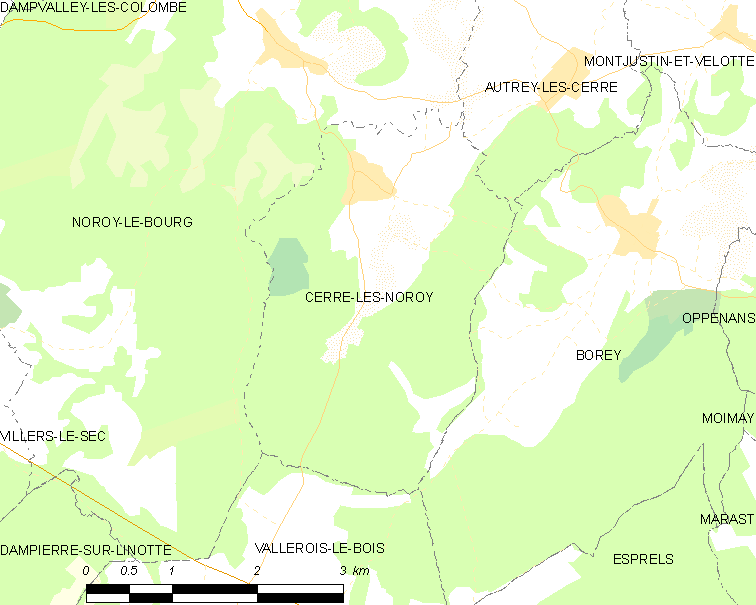
塞尔莱诺鲁瓦的OSM定位图

塞尔莱诺鲁瓦的时区为UTC+01:00、UTC+02:00（夏令时）。

## 行政
塞尔莱诺鲁瓦的邮政编码为70000，INSEE市镇编码为70115。

## 政治
塞尔莱诺鲁瓦所属的省级选区为维莱塞克塞勒县。

## 人口

1962-2008年间塞尔莱诺鲁瓦人口变化图示

塞尔莱诺鲁瓦于2022年1月1日时的人口数量为238人。